# Sportverein Arminia Hannover 1977-1978
Questa voce raccoglie le informazioni riguardanti lo Sportverein Arminia Hannover nelle competizioni ufficiali della stagione 1977-1978.

## Stagione
Nella stagione 1977-1978 l'Arminia Hannover, allenato da Gerd Bohnsack, concluse il campionato di 2. Bundesliga al 15º posto. In Coppa di Germania l'Arminia Hannover fu eliminato al primo turno dall'Augusta II.

## Rosa
| N. |                     | Ruolo | Calciatore           |
| -- | ------------------- | ----- | -------------------- |
|    | Germania (bandiera) | P     | Georg Kaiser         |
|    | Germania (bandiera) | P     | Dieter Schrader      |
|    | Germania (bandiera) | D     | Rainer Behrends      |
|    | Germania (bandiera) | D     | Reinhard Brandt      |
|    | Germania (bandiera) | D     | Roland Hoffmann      |
|    | Germania (bandiera) | D     | Jürgen Roloff        |
|    | Germania (bandiera) | D     | Hans-Joachim Vogeler |
|    | Germania (bandiera) | C     | Norbert Bebensee     |
|    | Germania (bandiera) | C     | Kurt Becker          |
|    | Germania (bandiera) | C     | Peter Burkhardt      |

| N. |                     | Ruolo | Calciatore          |
| -- | ------------------- | ----- | ------------------- |
|    | Germania (bandiera) | C     | Bernd Dierßen       |
|    | Germania (bandiera) | C     | Horst Friederichsen |
|    | Germania (bandiera) | C     | Franz Genschick     |
|    | Germania (bandiera) | C     | Michael Krüger      |
|    | Germania (bandiera) | C     | Hans-Jürgen Reh     |
|    | Germania (bandiera) | C     | Michael Schmotz     |
|    | Germania (bandiera) | A     | Giesbert Klose      |
|    | Germania (bandiera) | A     | Thomas Reh          |
|    | Germania (bandiera) | A     | Wolfgang Wallek     |

## Organigramma societario
Area tecnica
- Allenatore: Gerd Bohnsack
- Allenatore in seconda:
- Preparatore dei portieri:
- Preparatori atletici:

## Calciomercato

### Sessione estiva
| Acquisti | Acquisti        | Acquisti                    | Acquisti |
| R.       | Nome            | da                          | Modalità |
| -------- | --------------- | --------------------------- | -------- |
| C        | Franz Genschick | Osnabrück                   |          |
| C        | Bernd Dierßen   | Arminia Hannover (juniores) |          |
| C        | Michael Schmotz | OSV Hannover                |          |
| A        | Wolfgang Wallek | Wolfsburg                   |          |

| Cessioni | Cessioni | Cessioni | Cessioni |
| R.       | Nome     | a        | Modalità |
| -------- | -------- | -------- | -------- |

### Sessione invernale
| Acquisti | Acquisti | Acquisti | Acquisti |
| R.       | Nome     | da       | Modalità |
| -------- | -------- | -------- | -------- |

| Cessioni | Cessioni          | Cessioni         | Cessioni |
| R.       | Nome              | a                | Modalità |
| -------- | ----------------- | ---------------- | -------- |
| A        | Karl-Heinz Mrosko | Oakland Stompers |          |

## Risultati

### 2. Bundesliga

#### Girone di andata
| Arbitro: | Ohmsen |

|  |           |           |
|  | Marcatori | 7’ Wunder |

| Arbitro: | Wahmann |

|                           |           |                                                       |
| Riepert 37’ Schorning 63’ | Marcatori | 24’, 90’ Friederichsen 28’ (rig.) Mrosko 49’ Hoffmann |

| Arbitro: | Eggers |

|                      |           |  |
| Klose 47’ Mrosko 89’ | Marcatori |  |

| Arbitro: | Retzmann |

|                                                                          |           |  |
| Schilling 7’, 11’ Sackewitz 22’ Schröder 29’ Peitsch 44’ (rig.) Rnic 87’ | Marcatori |  |

| Arbitro: | Zuchantke |

|                           |           |                                        |
| Klose 47’ Mrosko 87’, 90’ | Marcatori | 30’, 73’ Schmitt 83’ Wloka 89’ Bachorz |

| Arbitro: | Broska |

|                        |           |                   |
| Spincke 22’ Lausen 25’ | Marcatori | 73’ (rig.) Mrosko |

| Arbitro: | Barnick |

|                        |           |                  |
| Mrosko 57’ (rig.), 85’ | Marcatori | 73’ (rig.) Graul |

| Arbitro: | Kopka |

|                                                  |           |            |
| Rogoznica 38’ Brexendorf 53’ Dreyer 76’ Amiq 86’ | Marcatori | 88’ Mrosko |

| Arbitro: | Barnick |

|           |           |             |
| Klose 75’ | Marcatori | 73’ Hermann |

| Arbitro: | Richter |

|                    |           |                  |
| Reiners 69’ (rig.) | Marcatori | 7’ (rig.) Mrosko |

| Arbitro: | Meijerink |

|  |           |                    |
|  | Marcatori | 16’ Mrosko 89’ Reh |

| Hannover 22 ottobre 1977 12ª giornata | Arminia Hannover | 0 – 0 referto | Rot-Weiss Essen | Stadion am Bischofsholer Damm (4 200 spett.)\| Arbitro: \| Reichmann \| |
| Arbitro:                              | Reichmann        |               |                 |                                                                         |

| Arbitro: | Schmidt |

|                      |           |                                |
| Runge 86’ Krause 90’ | Marcatori | 37’ Mrosko 84’ (rig.) Behrends |

| Arbitro: | Horeis |

|                 |           |                        |
| Mrosko 23’, 65’ | Marcatori | 41’ Funkel 83’ Mostert |

| Arbitro: | Wichmann |

|           |           |  |
| Glock 87’ | Marcatori |  |

| Arbitro: | Möller |

|                    |           |  |
| Krüger 52’ Reh 86’ | Marcatori |  |

| Arbitro: | Milkert |

|                                                     |           |  |
| Kehr 7’, 36’, 56’ Schneider 52’, 87’ Berkemeier 55’ | Marcatori |  |

| Arbitro: | Lins |

|                      |           |           |
| Krüger 13’, 57’, 84’ | Marcatori | 63’ Hartl |

| Arbitro: | Pauly |

|                                |           |                             |
| Möhlmann 26’ Mall 43’ Wolf 60’ | Marcatori | 2’ (rig.) Mrosko 66’ Krüger |

#### Girone di ritorno
| Arbitro: | Waltert |

|                    |           |                        |
| Stiller 39’ (rig.) | Marcatori | 11’, 84’ (rig.) Mrosko |

| Arbitro: | Kespohl |

|                                                            |           |           |
| Schmotz 5’ Mrosko 20’ (rig.), 50’ Genschick 47’ Wallek 87’ | Marcatori | 85’ Korth |

| Arbitro: | Wippker |

|                |           |                                           |
| Höfer 26’, 79’ | Marcatori | 35’ (rig.) Mrosko 60’ Bebensee 72’ Krüger |

| Hannover 28 gennaio 1978 23ª giornata | Arminia Hannover | 0 – 0 referto | Arminia Bielefeld | Stadion am Bischofsholer Damm (6 500 spett.)\| Arbitro: \| Kaiser \| |
| Arbitro:                              | Kaiser           |               |                   |                                                                      |

| Arbitro: | Osmers |

|                                           |           |                             |
| Hammes 22’ Hoffmann 48’ (aut.) Horsch 88’ | Marcatori | 19’ Reh 73’ (rig.) Behrends |

| Arbitro: | Zuchantke |

|                                      |           |  |
| Genschick 6’ Hoffmann 19’ Mrosko 77’ | Marcatori |  |

| Arbitro: | Schütte |

|                       |           |                   |
| Mödrath 18’, 22’, 59’ | Marcatori | 37’ (rig.) Mrosko |

| Arbitro: | Uhlig |

|                                   |           |                                            |
| Mrosko 40’, 83’ (rig.) Krüger 58’ | Marcatori | 50’ Rogoznica 60’, 65’ Schnaars 72’ Ohling |

| Arbitro: | Brückner |

|                                                   |           |  |
| Herzog 29’ Bruckmann 46’ Gelsdorf 49’ Brücken 58’ | Marcatori |  |

| Hannover 11 marzo 1978 29ª giornata | Arminia Hannover | 0 – 0 referto | Rot-Weiß Lüdenscheid | Stadion am Bischofsholer Damm (2 500 spett.)\| Arbitro: \| Retzmann \| |
| Arbitro:                            | Retzmann         |               |                      |                                                                        |

| Arbitro: | Herrmann |

|  |           |           |
|  | Marcatori | 23’ Laube |

| Arbitro: | Lins |

|                                                   |           |  |
| Dörre 2’, 81’ Bönighausen 37’ Hrubesch 89’ (rig.) | Marcatori |  |

| Arbitro: | Kaiser |

|                                                                                |           |                                            |
| Genschick 38’ Behrends 45’ Schmotz 49’ Mrosko 56’ Friederichsen 59’ Krüger 69’ | Marcatori | 8’ Runge 61’ (rig.), 68’ Keuken 63’ Müller |

| Arbitro: | Risse |

|            |           |                          |
| Funkel 60’ | Marcatori | 37’ (rig.), 57’ Behrends |

| Arbitro: | Osmers |

|                                                   |           |                                             |
| Mertes 9’ (aut.) Bebensee 52’ Behrends 70’ (rig.) | Marcatori | 47’ Haymann 80’ (rig.) Breuer 81’ Kucharski |

| Arbitro: | Gathmann |

|                                |           |  |
| Greif 6’ Hußner 80’ Schock 87’ | Marcatori |  |

| Arbitro: | Horeis |

|            |           |          |
| Wallek 28’ | Marcatori | 61’ Kehr |

| Arbitro: | Wahmann |

|                                   |           |                                     |
| Lenz 11’, 54’, 73’, 82’ Hartl 56’ | Marcatori | 12’ (rig.) Behrends 50’, 89’ Wallek |

| Arbitro: | Broska |

|            |           |              |
| Wallek 53’ | Marcatori | 26’ Petković |

### Coppa di Germania
| Arbitro: | Hellwig |

|  |           |                |
|  | Marcatori | 79’ Tripbacher |

## Statistiche

### Statistiche di squadra
| Competizione      | Punti | In casa | In casa | In casa | In casa | In casa | In casa | In trasferta | In trasferta | In trasferta | In trasferta | In trasferta | In trasferta | Totale | Totale | Totale | Totale | Totale | Totale | DR  |
| Competizione      | Punti | G       | V       | N       | P       | Gf      | Gs      | G            | V            | N            | P            | Gf           | Gs           | G      | V      | N      | P      | Gf     | Gs     | DR  |
| ----------------- | ----- | ------- | ------- | ------- | ------- | ------- | ------- | ------------ | ------------ | ------------ | ------------ | ------------ | ------------ | ------ | ------ | ------ | ------ | ------ | ------ | --- |
| 2. Bundesliga     | 34    | 19      | 7       | 8       | 4       | 37      | 25      | 19           | 5            | 2            | 12           | 26           | 53           | 38     | 12     | 10     | 16     | 63     | 78     | -15 |
| Coppa di Germania | -     | 1       | 0       | 0       | 1       | 0       | 1       | 0            | 0            | 0            | 0            | 0            | 0            | 1      | 0      | 0      | 1      | 0      | 1      | -1  |
| Totale            | 34    | 20      | 7       | 8       | 5       | 37      | 26      | 19           | 5            | 2            | 12           | 26           | 53           | 39     | 12     | 10     | 17     | 63     | 79     | -16 |

### Andamento in campionato
| Giornata  | 1  | 2 | 3 | 4  | 5  | 6  | 7  | 8  | 9  | 10 | 11 | 12 | 13 | 14 | 15 | 16 | 17 | 18 | 19 | 20 | 21 | 22 | 23 | 24 | 25 | 26 | 27 | 28 | 29 | 30 | 31 | 32 | 33 | 34 | 35 | 36 | 37 | 38 |
| --------- | -- | - | - | -- | -- | -- | -- | -- | -- | -- | -- | -- | -- | -- | -- | -- | -- | -- | -- | -- | -- | -- | -- | -- | -- | -- | -- | -- | -- | -- | -- | -- | -- | -- | -- | -- | -- | -- |
| Luogo     | C  | T | C | T  | C  | T  | C  | T  | C  | T  | T  | C  | T  | C  | T  | C  | T  | C  | T  | T  | C  | T  | C  | T  | C  | T  | C  | T  | C  | C  | T  | C  | T  | C  | T  | C  | T  | C  |
| Risultato | P  | V | V | P  | P  | P  | V  | P  | N  | N  | V  | N  | N  | N  | P  | V  | P  | V  | P  | V  | V  | V  | N  | P  | V  | P  | P  | P  | N  | P  | P  | V  | V  | N  | P  | N  | P  | N  |
| Posizione | 17 | 9 | 6 | 13 | 16 | 16 | 15 | 17 | 16 | 16 | 15 | 12 | 13 | 12 | 15 | 13 | 14 | 12 | 14 | 13 | 11 | 11 | 10 | 12 | 10 | 11 | 11 | 14 | 13 | 15 | 15 | 15 | 14 | 12 | 15 | 14 | 15 | 15 |

Legenda:

Luogo: C = Casa; T = Trasferta. Risultato: V = Vittoria; N = Pareggio; P = Sconfitta.

### Statistiche dei giocatori
| Giocatore        | 2. Bundesliga | 2. Bundesliga | 2. Bundesliga | 2. Bundesliga | Coppa di Germania | Coppa di Germania | Coppa di Germania | Coppa di Germania | Totale   | Totale | Totale      | Totale     |
| Giocatore        | Presenze      | Reti          | Ammonizioni   | Espulsioni    | Presenze          | Reti              | Ammonizioni       | Espulsioni        | Presenze | Reti   | Ammonizioni | Espulsioni |
| ---------------- | ------------- | ------------- | ------------- | ------------- | ----------------- | ----------------- | ----------------- | ----------------- | -------- | ------ | ----------- | ---------- |
| N. Bebensee      | 28            | 2             | 1             | 0             | 0                 | 0                 | 0                 | 0                 | 28       | 2      | 1           | 0          |
| K. Becker        | 9             | 0             | 1             | 0             | 1                 | 0                 | 0                 | 0                 | 10       | 0      | 1           | 0          |
| R. Behrends      | 37            | 7             | 6             | 0             | 1                 | 0                 | 0                 | 0                 | 38       | 7      | 6           | 0          |
| R. Brandt        | 26            | 0             | 6             | 0             | 1                 | 0                 | 1                 | 0                 | 27       | 0      | 7           | 0          |
| P. Burkhardt     | 9             | 0             | 0             | 0             | 1                 | 0                 | 0                 | 0                 | 10       | 0      | 0           | 0          |
| B. Dierßen       | 24            | 0             | 1             | 0             | 0                 | 0                 | 0                 | 0                 | 24       | 0      | 1           | 0          |
| H. Friederichsen | 19            | 3             | 0             | 0             | 0                 | 0                 | 0                 | 0                 | 19       | 3      | 0           | 0          |
| F. Genschick     | 22            | 3             | 1             | 0             | 0                 | 0                 | 0                 | 0                 | 22       | 3      | 1           | 0          |
| R. Hoffmann      | 37            | 2             | 3             | 0             | 1                 | 0                 | 0                 | 0                 | 38       | 2      | 3           | 0          |
| G. Kaiser        | 33            | 0             | 0             | 0             | 0                 | 0                 | 0                 | 0                 | 33       | 0      | 0           | 0          |
| G. Klose         | 26            | 3             | 1             | 1             | 1                 | 0                 | 0                 | 0                 | 27       | 3      | 1           | 1          |
| M. Krüger        | 38            | 8             | 11            | 0             | 1                 | 0                 | 1                 | 0                 | 39       | 8      | 12          | 0          |
| K. Mrosko        | 31            | 24            | 8             | 0             | 0                 | 0                 | 0                 | 0                 | 31       | 24     | 8           | 0          |
| H. Reh           | 25            | 3             | 0             | 0             | 1                 | 0                 | 0                 | 0                 | 26       | 3      | 0           | 0          |
| T. Reh           | 13            | 0             | 0             | 0             | 1                 | 0                 | 0                 | 0                 | 14       | 0      | 0           | 0          |
| J. Roloff        | 32            | 0             | 0             | 0             | 1                 | 0                 | 0                 | 0                 | 33       | 0      | 0           | 0          |
| M. Schmotz       | 25            | 2             | 1             | 0             | 0                 | 0                 | 0                 | 0                 | 25       | 2      | 1           | 0          |
| D. Schrader      | 6             | 0             | 0             | 0             | 1                 | 0                 | 0                 | 0                 | 7        | 0      | 0           | 0          |
| H. Vogeler       | 32            | 0             | 6             | 0             | 1                 | 0                 | 0                 | 0                 | 33       | 0      | 6           | 0          |
| W. Wallek        | 14            | 5             | 3             | 0             | 1                 | 0                 | 0                 | 0                 | 15       | 5      | 3           | 0          |